# Sleigh Bells (film)
Sleigh Bells är en amerikansk animerad kortfilm från 1928 med Kalle Kanin i huvudrollen.

## Handling
Det är vinter och Kalle Kanin är på isen och spelar ishockey. Där händer alla möjliga saker. Han blir förtjust i en kaninflicka, och sedan stöter han på en elefant och en åsna som lyckas få hockeypucken in i Kalles mun.

## Om filmen
Filmen, som länge ansågs vara förlorad, återfanns i ett brittiskt filmarkiv 2015. Samma år den 12 december hade den nypremiär i restaurerad form.